# Anneliese van der Pol
Anneliese Van Der Pol (Países Bajos, 23 de septiembre de 1984) es una actriz y cantante neerlando-estadounidense, conocida por su trabajo teatral y por interpretar a Chelsea Daniels en las series de Disney Channel That's So Raven (2003-2007) y Raven's Home (2017-2021). Van der Pol ha grabado varias canciones para The Walt Disney Company, y sus películas incluyen la comedia musical Bratz (2007), la parodia Vampires Suck (2010) y comedia musical 5 Weddings (2017).

## Biografía

### Familia
Van der Pol nació en Naaldwijk, Países Bajos. Hija de William van Der Pol (neerlandés) y Kesha Willow (estadounidense). Tiene dos hermanas, Sarah y Rachel, y un hermano, Mike van der Pol, que también ha hecho pequeños cameos en series de televisión como House o CSI: Miami. Anneliese es judía practicante.

### Carrera
Van der Pol protagonizó el papel de Laurey en el teatro musical de Austin, en la obra Oklahoma! desde el 2000 al 2001. Su esfuerzo hizo que fuera nominada al Austin Critics Table Awards donde ganó el título de "Mejor actriz Musical". Más tarde, hizo la prueba para el papel de Chelsea Daniels, la mejor amiga de Raven Baxter (Raven-Symoné) en la serie original de Disney Channel, Es tan Raven. Finalmente, obtuvo ese papel, el cual trabajó desde el 2003 al 2007.
En 2004, ella cantó la canción "Over It" para la película original de Disney Channel Stuck in the Suburbs. Su segundo solo fue en la canción "A Day In The Sun", para la banda sonora That's So Raven Too!. Van der Pol fue parte del Círculo de Estrellas de Disney Channel del 2005 al 2008, interpretando las canciones "Circle Of Life" (El Rey León) y "A Dream Is A Wish Your Heart Makes" (La Cenicienta). Es la última actriz que interpreta a Bella en La Bella y la Bestia, el musical. Además, Anneliese obtuvo un papel en la película Bratz como Avery.
En 2014, Van der Pol se fija para aparecer en un sector de lectura para la luz fantasma muy esperado, A New Musical, como el papel central de Olivia Thomas, en Nueva York. Van der Pol estará acompañada por Robert Cuccioli, Rachel Bay Jones, Jennifer Hope Wills, Trevor McQueen, y Kimberly Faye Greenberg.
Actualmente interpreta a Chelsea Daniels en la serie emitida por Disney Channel Raven’s Home, que estrenó su cuarta temporada en julio de 2020

### Vida personal
Anneliese fue a la escuela elementaria Washington Elementary, ubicada en Bellflower, California, y se graduó para ser actriz.
En julio de 2006 Anneliese fue multada por conducir ebria y producir un accidente de tráfico. Le  suspendieron su licencia de conducir durante 36 meses, debiendo ir a un centro de rehabilitación y pagar una sanción de 2844 dólares estadounidenses.

## Filmografía
| Película  | Película                | Película        | Película |
| Año       | Título                  | Personaje       |          |
| --------- | ----------------------- | --------------- | -------- |
| 2001/2002 | Divorce: The Musical    | Chelsey Weber   |          |
| 2005      | Horror High             | Rachael Morrs   |          |
| 2007      | Bratz: La Película      | Avery           |          |
| 2010      | Vampires Suck           | Jennifer        |          |
| 2011      | Extremely Decent        | Jess            |          |
| 2011      | Wish Wizard             | Fairyista       |          |
| 2015      | Cats Dancing on Jupiter | Dayna           |          |
| 2018      | 5 Weddings              | Whitney Simmons |          |

| Televisión | Televisión                   | Televisión                 | Televisión                                                                        |
| Año        | Título                       | Personaje                  | Notas                                                                             |
| ---------- | ---------------------------- | -------------------------- | --------------------------------------------------------------------------------- |
| 2003–2006  | Express Yourself             | Ella misma                 |                                                                                   |
| 2003–2007  | That's So Raven              | Chelsea Daniels            | Elenco principal, serie de TV Disney Channel                                      |
| 2005       | Totally Suite New Year's Eve | Ella misma                 |                                                                                   |
| 2005       | Katbot                       | Katbot / Katerina Botenski | Piloto fallido                                                                    |
| 2006       | Kim Possible                 | Heather                    | 1 episodio (Voz)                                                                  |
| 2006       | The Disney Channel Games     | Ella misma                 | Equipo Rojo                                                                       |
| 2009       | The Battery's Down           | Rhonda Busby Smith         | 1 episodio                                                                        |
| 2010–2011  | Shalom Sesame                | Ella misma                 | presentadora 12 episodios                                                         |
| 2010       | Bailando con las estrellas   | Ella misma                 | 1 episodio                                                                        |
| 2011       | Friends with Benefits        | Beth                       | 1 episodio                                                                        |
| 2011       | Shake It Up                  | Ronnie                     | 1 episodio                                                                        |
| 2014       | Stage Door Divas             | Amiga en el bar            | Documental                                                                        |
| 2017-2022  | Raven's Home                 | Chelsea Daniels Grayson    | Coprotagonista (temporada 1-4), Invitada (temporada 5) serie de TV Disney Channel |
| 2020       | Bunk'd                       | Chelsea Daniels Grayson    | Estrella invitada 1 episodio, serie de TV Disney Channel                          |
| 2020       | Celebrity Family Feud        | Ella misma                 | Concursante 1 episodio                                                            |

| Teatro        | Teatro                          | Teatro                  | Teatro |
| Año           | Obra                            | Personaje               |        |
| ------------- | ------------------------------- | ----------------------- | ------ |
| 1990          | The Sleeping Beauty Ballet      | Caperucita Roja         |        |
| 1991          | The Glory of Christmas          | Solista                 |        |
| 1991          | The Sound of Music              | Brigitta                |        |
| 1991          | The Will Rogers Follies         | Mary Rogers             |        |
| 1996          | Eleanor, An American Love Story | Joven Eleanor Roosevelt |        |
| 1997          | Catch a Falling Star            | Sheree                  |        |
| 1998          | Murphy's Law                    | Kelly                   |        |
| 1999          | Fiddler on the Roof             | Chava                   |        |
| 1999          | Grease                          | Sandy                   |        |
| 1999          | Beguiled Again                  | Principal               |        |
| 1999          | Evita                           | Eva Perón               |        |
| 2000          | Oklahoma!                       | Laurey                  |        |
| 2002          | The Nutcracker                  | Clara                   |        |
| 2002          | Coppélia                        | Coppélia                |        |
| 2007          | Beauty and the Beast            | Bella                   |        |
| 2008–2009     | Vanities: A New Musical         | Kathy                   |        |
| 2009          | Meet Me in St. Louis            | Esther Smith            |        |
| 2012          | The Heiress                     | Marion Almond           |        |
| 2012–2013     | Emma                            | Emma Woodhouse          |        |
| 2013          | The Importance of Being Earnest | Gwendolyn Fairfax       |        |
| 2014          | Thoroughly Modern Millie        | Millie Dillmont         |        |
| 2016-presente | A Taste of Things to Come       | Joan Smith              |        |

## Discografía
Bandas sonoras/Recopilaciones
| Año  | Álbum                                                                                 | Posiciones                | Posiciones        | Posiciones           | Posiciones          | Posiciones       | Ventas/Certificaciones            |
| Año  | Álbum                                                                                 | Bandera de Estados Unidos | Bandera de Canadá | Bandera de Australia | Bandera de Alemania | Bandera de Japón | Ventas/Certificaciones            |
| ---- | ------------------------------------------------------------------------------------- | ------------------------- | ----------------- | -------------------- | ------------------- | ---------------- | --------------------------------- |
| 2004 | DisneyMania 2 - Lanzado: 27 de enero - Formato: CD, descarga digital                  | 29                        | —                 | —                    | —                   | —                | - USA: 500,000                    |
| 2004 | That's So Raven - Lanzado: 18 de mayo - Formato: CD, descarga digital                 | 44                        | 18                | 98                   | 23                  | 12               | - USA: 500,000+ - Mundo: 600,000  |
| 2004 | Stuck in the Suburbs - Lanzado: 13 de julio - Formato: CD, descarga digital           | 182                       | —                 | —                    | —                   | —                |                                   |
| 2006 | That's So Raven Too! - Lanzado: 7 de marzo - Formato: CD, descarga digital            | 44                        | —                 | —                    | —                   | —                | - USA: 200,000+ - Mundo: 350,000+ |
| 2006 | DisneyMania 4 - Lanzado: 4 de abril - Formato: CD, descarga digital                   | 15                        | —                 | —                    | —                   | —                | - USA: 717,000                    |
| 2009 | Vanities, A New Musical - Lanzado: 15 de diciembre - Formato: CD, descarga digital    | —                         | —                 | —                    | —                   | —                |                                   |
| 2012 | For The Records: Tarantino - Lanzado: 13 de noviembre - Formato: CD, descarga digital | —                         | —                 | —                    | —                   | —                |                                   |

Sencillos
| Año  | Canción                                                                             | Posiciones   | Posiciones | Posiciones  | Álbum                |
| Año  | Canción                                                                             | Radio Disney | UK         | PHIL Top 20 | Álbum                |
| ---- | ----------------------------------------------------------------------------------- | ------------ | ---------- | ----------- | -------------------- |
| 2003 | "That's So Raven (Theme Song)" (con Raven-Symoné & Orlando Brown)                   | 1            | —          | —           | That's So Raven      |
| 2003 | "Circle Of Life" (como parte de Disney Channel Circle of Stars)                     | —            | —          | —           | DisneyMania 2        |
| 2004 | "Over It"                                                                           | 13           | —          | 18          | Stuck In The Suburbs |
| 2006 | "A Day In The Sun"                                                                  | —            | 32         | —           | That's So Raven Too! |
| 2006 | "Friends" (con Raven-Symoné)                                                        | —            | 28         | —           | That's So Raven Too! |
| 2006 | "A Dream Is A Wish Your Heart Makes" (como parte de Disney Channel Circle of Stars) | —            | 1          | —           | DisneyMania 4        |
| 2012 | "Stand Tall"                                                                        | —            | —          | —           | Pride: The Movie     |

Otras canciones
| Año  | Canción                                                 | Álbum                |
| ---- | ------------------------------------------------------- | -------------------- |
| 2006 | "Let's Stick Together" (con Raven-Symoné & Kyle Massey) | That's So Raven Too! |
| 2006 | "Candle On The Water"                                   | DisneyMania 4        |